# Vzdělávání nadaných žáků v Česku
Nadání je soubor vloh a předpokladů k úspěšnému rozvíjení schopností. Ve vzdělávání se nejčastěji jedná o nadprůměrný rozvoj rozumových předpokladů. Nadaní žáci mají nejen výjimečné schopnosti, ale i speciální vzdělávací potřeby. Pro jejich vzdělávání je nutné vytvořit vhodné podmínky – výuku přizpůsobit obsahově, organizačně i metodologicky. Učivo obohacovat a také využívat podpůrná opatření, vhodné metody práce a pomůcky, které jsou dostatečně stimulující, prohlubují znalosti a dovednosti nadaných žáků. 

## Definice nadaného žáka
Nadaní žáci vykazují mimořádné schopnosti  v oblasti rozumových schopností, v pohybových, manuálních, uměleckých nebo sociálních dovednostech. Vyvíjejí se rychleji než jejich vrstevníci, výborně logicky uvažují, jsou zvídavější, dobře motivovaní, kreativní, rychle se učí a chápou. Mají velmi dobré vyjadřovací schopnosti, široký okruh zájmů, často čtou už před nástupem do školy, preferují vlastní způsoby řešení problémů. Běžné školní postupy nadaným dětem nevyhovují, odmítají jednoduché úkoly, dril a mechanické opakovaní. Pokud nejsou přiměřeně zaměstnané, tak se nudí a mohou rušit učitele i spolužáky, cítí se nepochopené a sociálně izolované.
Za vysoce intelektově nadané jsou považovaní jedinci s IQ nad 130, což odpovídá asi 2% populace.
Nadání je chápáno nejen ve vztahu k intelektovým schopnostem, ale jako komplexní jev, který zahrnuje celou osobnost jedince. Optimální rozvoj nadání závisí na součinnosti nadprůměrných rozumových dispozic, motivace, kreativity i externích faktorů (vliv rodiny, školy, vrstevníků).

## Legislativa
Vzdělávání nadaných žáků je v České republice upraveno zákonem. Nadaní žáci jsou postaveni na stejnou úroveň jako žáci, kteří mají speciální vzdělávací potřeby. Významnou změnou ve vzdělávání nadaných žáků v ČR bylo  přijetí reformy  ve vzdělávání, tzv. inkluzivního vzdělávání. Tato reforma je účinná od 1. září 2016. 
Mezi základní legislativní dokumenty, které se v ČR zabývají problematikou vzdělávání nadaných žáků, patří:
- Zákon č. 561/2004 Sb. o předškolním, základním, středním, vyšším odborném a jiném vzdělávání (školský zákon). Tento zákon upravuje vzdělávání nadaných dětí, žáků a studentů především v § 17 a § 18. Umožňuje nadaným žákům např. rozšířenou výuku některých předmětů, přeskakování ročníků či výuku dle individuálního vzdělávacího plánu.[5]

- Vyhláška č. 27/2016 Sb. o vzdělávání žáků se speciálními vzdělávacími potřebami a žáků nadaných se věnuje nadaným žákům v části čtvrté, v § 27 až § 31. Ředitel školy může pro nadané vytvářet skupiny, případně se mohou nadaní žáci vzdělávat formou stáží v jiné škole. Je možné jim rozšířit obsah vzdělávání, případně umožnit účast na výuce ve vyšším ročníku.[6]

## Organizační formy práce s nadanými
Výuka nadaných žáků se realizuje ve třech základních organizačních formách:
- Separace - v této variantě jde o výuku v samostatné škole, nebo třídě pro nadané žáky. Výhodou je nižší počet žáků, uzpůsobení podmínek, učeben, pomůcek a větší pokrok v rozvoji nadání. Nevýhodou je pak jistá sociální izolovanost. V České republice k této variantě patří i domácí vzdělávání. a přestup žáků na víceletá gymnázia.
- Integrace - v této variantě je nadaný žák vzděláván v běžné škole a třídě v heterogenní skupině dětí. Učitelé se mu individuálně věnují např. s využitím individuálního vzdělávacího plánu a dalších podpůrných opatření. Výhodou této varianty je, že žák může docházet do spádové školy v místě bydliště a nemění kamarády, nevýhodou pak nízká motivace a nedostatečná stimulace. Tato varianta je v českých školách nejběžnější.
- Přechodové (kombinované formy) - vzájemná kombinace obou předchozích variant. Část výuky probíhá v běžné třídě a na část se nadaní žáci seskupují do skupin či bloků, ve kterých získávají rovnocenné partnery pro komunikaci a spolupráci.

## Základní přístupy ve vzdělávání nadaných žáků
V edukaci nadaných existují dva přístupy, které lze aplikovat na každé úrovni vzdělávání – akcelerace (urychlení) a enrichment (obohacení). Oba přístupy se v ČR uplatňují.
- Akcelerace (urychlení) - umožňuje dítěti výuku na vyšší úrovni, než mu náleží dle věku. Jde o zrychlení tempa výuky, případně vynechání učiva, které už dítě zná. Nadaný žák může postupovat rychleji v jednom, několika nebo ve všech předmětech. Urychlení zahrnuje předčasný nástup do školy před šestým rokem, dřívější vstup na vyšší stupeň vzdělávání, přeskakování ročníků, paralelní studium ve více třídách, seskupování studentů s lepšími výsledky v určitých předmětech nebo zhuštění studia či mentoring. Dalšími možnostmi jsou různé mimoškolní aktivity a vzdělávací kurzy. Výhodou akcelerace je snížení monotónního opakování učiva. Zvýší se produktivita práce nadaného žáka a sníží případná neúspěšnost. Podnětné a zajímavé prostředí zvyšuje motivaci žáka.
- Enrichment (obohacení) - jde o prohloubení, rozšíření a obohacení učiva nad rámec běžných osnov. Cílem je učivo obohatit o další informace, stimulovat žáka k objevování, vyhledávání dalších souvislostí, kreativnímu řešení problémů a aplikaci poznatků v praxi. Formy enrichmentu jsou např. nezávislé studium, práce na projektech, exkurze, soutěže, vzdělávací kluby, zapojení externích spolupracovníků do výuky. Principy obohacení jsou známé i v českých školách – na víceletých gymnáziích a ve specializovaných jazykových a matematických třídách.

## Zásady práce s nadanými žáky
Výuka nadaných žáků by měla být dostatečně náročná, motivující a stimulující. Učitel vzdělávací postupy optimalizuje podle potřeb nadaných žáků. Mezi hlavní zásady patří:
- Neautoritativní komunikace, naslouchání
- Prostor pro prezentaci
- Společné hodnocení
- Umožnit pracovat rychlejším tempem
- Méně procvičování a mechanického opakování
- Náročnější výuka
- Větší samostatnost a nezávislost
- Kreativní a abstraktní úkoly
- Opora o vlastní zájmy

## Metody práce s nadanými žáky
Metody práce s nadanými žáky by měly akceptovat jejich specifické potřeby, respektovat jejich osobnost, podporovat motivaci, samostatnost a podněcovat vyšší úroveň myšlení. Vhodné jsou inovativní metody výuky, např. metody aktivizující, které umožňují aktivní zapojení žáka do výuky. Mezi tyto metody, které lze využít (nejen) pro nadané žáky patří například:
- Diskuzní metody
- Heuristické metody
- Projektové učení
- Samostatná práce
- Situační a inscenační metody
- Didaktické hry
- Brainstorming
- Kritické čtení a psaní
- Mentální mapy